# فرج جبران
فرج جبران ( -1960)كاتب و صحافي و مترجم مصري ، كان يعمل موظفًا حكوميًّا في ديوان المحاسبة بالقاهرة، ولكنه كان يهوى الصحافة و الأدب . وقد كانت وظيفته الحكومية تُلزمه بعدم التوقيع باسمه في بعض الأحيان، فاختار لنفسه اسمًا مستعارًا هو «فجر» وهو مشتق من اسمه الكامل.

## مسيرة حياته
اشترك فرج جبران في إصدار مجلة «الشعلة» مع «محمد علي حماد»، واشترك في تحرير «آخر ساعة» منذ نشأتها، وترجم كثيرًا من القصص والروايات عن اللغة الفرنسية، ثم اتَّجه بعد الحرب العالمية الثانية إلى الرحلات والكتابة عن الطرائف والغرائب في البلاد التي يزورُها، حتى لقِيَ حتفه في إحدى الطائرات بعد إقلاعها من إيطاليا في طريقها إلى القاهرة سنة 1960م حيث اختفت الطائرة فوق البحر الأبيض المتوسط ولم يُعثر لها أو لركابها على أثر.

## مؤلفات
- غرام الملوك (2022)
- العالم كما رأيته: اليونان (2022)
- قصص عن جماعة من مشاهير كتاب الغرب (2022)
- قصص عن أناتول فرانس (2021)
- قصص مختارة من مشاهير كتاب الغرب (2019)
- برلين: مدن العالم الكبرى (1959)
- تعال معي إلى أوروبا (1958)
- ستالين (1957)
- تعال معي إلى باكستان (1955)
- يوميات آدم وحواء (ترجمة عن مارك توين)
- ابن بطوطة الثاني